# 安提克勒婭
安提卡利亚，又译安提克勒娅，奥托里库斯的女儿，拉厄耳忒斯的妻子，奥德赛的母亲。最后由于儿子（奥德赛）长期的离去（特洛伊战争）而死于悲伤。